# The Land of New Hope – A Metal Opera
The Land of New Hope – A Metal Opera – album studyjny projektu Timo Tolkki’s Avalon. Wydawnictwo ukazało się 17 marca 2013 roku nakładem wytwórni muzycznej Frontiers Records. Nagrania zostały wyprodukowane, zarejestrowane i zmiksowane w Backyard Studios, Studio Seven, Crypt Studio oraz Studiotolkki pomiędzy październikiem 2012 a lutym 2013 roku. Mastering odbył się w Finnvox Studios. Gościnnie na płycie wystąpili m.in.: wokalistka zespołu Amaranthe – Elize Ryd, wokalista zespołu Sonata Arctica – Tony Kakko oraz wokalistka zespołu Within Temptation – Sharon den Adel.

## Lista utworów
Opracowano na podstawie materiału źródłowego.
1. "Avalanche Anthem" (gościnnie: Elize Ryd, Rob Rock, Russel Allen) - 04:52
2. "A World Without Us" (gościnnie: Elize Ryd, Rob Rock, Russel Allen) - 05:42
3. "Enshrined in My Memory" (gościnnie: Elize Ryd) - 04:05
4. "In the Name of the Rose" (gościnnie: Elize Ryd) - 04:26
5. "We Will Find a Way" (gościnnie: Rob Rock, Tony Kakko) - 04:24
6. "Shine" (gościnnie: Elize Ryd, Sharon den Adel) - 03:36
7. "The Magic of the Night" (gościnnie: Rob Rock) - 04:42
8. "To the Edge of the World" (gościnnie: Rob Rock) - 05:01
9. "I'll Sing You Home" (gościnnie: Elize Ryd) - 05:01
10. "The Land of New Hope" (gościnnie: Michael Kiske) - 08:53

## Notowania
| Lista                   | Kraj      | Pozycja |
| ----------------------- | --------- | ------- |
| Suomen virallinen lista | Finlandia | 7       |
| Oricon                  | Japonia   | 184     |